# Yuejin
Yuejin (kinesiska: 跃进, 跃进乡) är en socken i Kina. Den ligger i provinsen Heilongjiang, i den nordöstra delen av landet, omkring 88 kilometer väster om provinshuvudstaden Harbin. Antalet invånare är 22 044. Befolkningen består av 10 959 kvinnor och 11 085 män. Barn under 15 år utgör 15,0 %, vuxna 15-64 år 78 %, och äldre över 65 år 6,0 %.
Genomsnittlig årsnederbörd är 909 millimeter. Den regnigaste månaden är juli, med i genomsnitt 189 mm nederbörd, och den torraste är januari, med 5 mm nederbörd.